# Krišjānis Zviedris
Krišjānis Zviedris (Kuldīga, 25 de enero de 1997) es un futbolista letón que juega en la demarcación de portero para el Riga FC de la Virslīga.

## Selección nacional
Hizo su debut con la selección de Letonia el 21 de marzo de 2025 en un encuentro de clasificación para la Copa Mundial de Fútbol de 2026 contra Andorra que finalizó con un resultado de 0-1 a favor del combinado letón tras el gol de Dario Šits.

## Clubes
| Club          | País      | Año       | Partidos | Goles |
| ------------- | --------- | --------- | -------- | ----- |
| FK Liepāja II | Letonia   | 2015-2017 | 50       | 0     |
| FK Liepāja    | Letonia   | 2016-2018 | 14       | 0     |
| FK Atlantas   | Lituania  | 2019      | 6        | 0     |
| FK Liepāja    | Letonia   | 2019-2023 | 85       | 0     |
| SJK Akatemia  | Finlandia | 2023      | 1        | 0     |
| SJK Seinäjoki | Finlandia | 2023      | 5        | 0     |
| FK Auda       | Letonia   | 2024      | 33       | 0     |
| Riga FC       | Letonia   | 2025-     | 18       | 0     |